# Harald Eberl
Harald Eberl (* 23. August 1902 in Oberaltstadt; † 19. November 1990 in München) war ein österreichischer Rechtsanwalt und Präsident der Industrie- und Handelskammer Vorarlberg.

## Familie
Harald Eberl wurde als erstes von drei Kindern geboren. Eberls Eltern, der Ingenieur Franz Eberl und Theresia Eberl, waren aufgrund ihrer deutschnationalen Gesinnung vom Katholizismus zur evangelischen Kirche konvertiert, da ihnen die katholische Kirche zu „romhörig“ erschien. Die nationalsozialistische Einstellung seines Vaters führte zu dessen Entlassung als Gewerbeinspektor für Vorarlberg aus dem österreichischen Staatsdienst. Haralds jüngerer Bruder war Irmfried Eberl, ein deutsch-österreichischer Arzt, der von 1940 bis 1942 medizinischer Leiter der Tötungsanstalten Brandenburg und Bernburg im Rahmen der Aktion T4 und anschließend im Sommer 1942 erster Leiter des Vernichtungslagers Treblinka im Rahmen der Aktion Reinhardt war.

## Leben
Eberl besuchte das Gymnasium in Bregenz, wo er Mitbegründer der schlagenden Mittelschulverbindung „Nibelungia“ war. Er studierte in Innsbruck Rechts- und Staatswissenschaften. Während seines Studiums wurde er Mitglied des dortigen Vereins Deutscher Studenten und nach dessen Vertagung 1922 Mitglied der Innsbrucker akademischen Burschenschaft Germania. 1922/23 leitete er das Kulturamt der Deutschen Studentenschaft Innsbruck (DStI), 1923/24 war er als zweiter Vorsitzender der DStI tätig. 1924 wurde er zum Dr. rer. pol. promoviert, 1927 zum Dr. iur.
Eberl wurde 1924 Geschäftsführer des Landeshauptverbandes der Gewerbeverbände und Gewerbegenossenschaften von Tirol und später des Tiroler Handels- und Gewerberates. 1929 arbeitete er als Rechtsanwalt in der Kanzlei von Ferdinand Kinz, die er von 1934 bis 1942 als eigene Kanzlei führte. Ab 1938 engagierte er sich als Rechtsanwalt unter anderem für die Vorarlberger Textilgiganten F. M. Hämmerle und der von Hermann Rhomberg geführten Franz M. Rhomberg bei der Arisierung vom Wiener Kaufhaus Herzmansky oder 1941 bei der Übernahme der künftig rüstungsrelevanten Rüsch-Werke in Dornbirn.
Er trat zum 1. Mai 1932 der NSDAP bei (Mitgliedsnummer 903.691) und engagierte sich als Gauredner im Reichsgau Tirol-Vorarlberg. Beim Anschluss Österreichs am 13. März 1938 wurde er kurzfristig als Finanzreferent in die Vorarlberger Landesregierung berufen. Im Juni 1938 trat er der Deutschen Arbeitsfront bei. Im September 1938 wurde er kommissarischer Leiter der Industrie- und Handelskammer Vorarlberg in Feldkirch und im Dezember 1938 folgte seine Berufung zum Aufsichtsratsvorsitzenden der Vorarlberger Illwerke. Er wurde Präsident der Handelskammer. Ab 1942 nahm er am Zweiten Weltkrieg teil, mit Einsätzen bei der Gebirgsartillerie und später bei den Gebirgsjägern, bei denen er als Fahnenjunker-Oberjäger in Italien eingesetzt war.
Nach dem Ende des Krieges war er als kaufmännischer Direktor bei einem großen Industrieunternehmen in Württemberg tätig und gründete später in Verbindung mit der Firma Hilti OHG in München ein eigenes Unternehmen mit 300 Mitarbeitern. In München starb er 1990.
Dem Historiker Horst Schreiber nach gilt Harald Eberl als der wichtigste Wegbereiter des Nationalsozialismus in Vorarlberg, war neben Hermann Rhomberg der wohl einflussreichste NS-Wirtschaftsfunktionär des Landes und laut einer Ausführung der Rückstellungskommission beim Landesgericht Feldkirch vom 1. Oktober 1948 „im ganzen Land als ehemaliger illegaler und fanatischer Nationalsozialist bekannt“.